# Hormiphora spatulata
Hormiphora spatulata är en kammanetart som beskrevs av Chun 1898. Hormiphora spatulata ingår i släktet Hormiphora och familjen Pleurobrachiidae. Inga underarter finns listade i Catalogue of Life.